# آیولیپایل

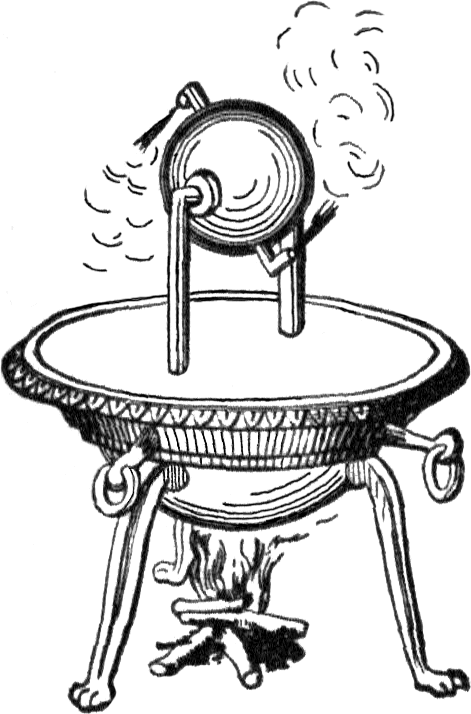
نمایشی از آیولیپایل هرون.

آیولیپایل نخستین وسیله‌ای است که می‌توانست انرژی بخار را به انرژی حرکتی تبدیل کند.در قرن اول بعد از میلاد یک مخترع یونانی به نام هرون کشف کرد که می‌تواند از نیروی بخار برای چرخاندن یک توپ توخالی فلزی با سرعت زیاد استفاده کند. او در زیر یک دیگ سربسته که پر از آب بود، آتش روشن کرد. بخار ایجاد شده از طریق دو لوله خمیده که به دو سوی توپ وصل بود منتقل می‌شد و از طریق دو روزنه بزرگ در گوشه توپ خارج می‌گردید. هرون از آیولیپایل برای بازی استفاده می‌کرد زیرا در آن زمان از اهمیت تبدیل انرژی بخار به حرکت آگاه نبود.